# Baileyoxylon lanceolatum
Baileyoxylon lanceolatum är en tvåhjärtbladig växtart som beskrevs av Cyril Tenison White. Baileyoxylon lanceolatum ingår i släktet Baileyoxylon och familjen Achariaceae. Inga underarter finns listade i Catalogue of Life.